# Анастас Неофитов
Анастас (Наце) Неофитов Богданов е български просветен деец от Македония и деец на Вътрешната македоно-одринска революционна организация (ВМОРО).

## Биография
Анастас Неофитов е роден на 15 май 1874 година в Тетово, тогава в Османската империя. Завършва шестия випуск на педагогическия курс към Солунската българска мъжка гимназия през 1894 година.
Влиза във ВМОРО, като през 1895 година е ръководител на Тетовския комитет на организацията. През 1905 година е главен учител в Крива паланка. През учебната 1914—1915 година е учител в Гюмюрджинската прогимназия.
През 1926 година е председател на Радомирското македонско благотворително братство.
Брат му, Панайот Неофитов Богданов, като запасен подпоручик в Шестдесет и трети пехотен полк загива на фронта през Първата световна война в 1918 година.
Негов син е Иван Неофитов, адвокат в София, след Деветосептемврийския преврат в 1944 година  осъден по процеса на Седмия върховен състав на Народния съд.